# Orthophytum lemei
Orthophytum lemei är en gräsväxtart som beskrevs av Edmundo Pereira och I.A.Penna. Orthophytum lemei ingår i släktet Orthophytum och familjen Bromeliaceae. Inga underarter finns listade i Catalogue of Life.